# A4高速公路 (奧地利)
A4高速公路（德語：Ost Autobahn A4），又稱東方高速公路，是奧地利一條高速公路，連接首都維也納以及接壤匈牙利邊境的尼克爾斯多夫，經M1公路可連接到布達佩斯。全長66公里。
公路自1986年開始分階段通車，至1994全面通車。公路是歐洲E58和E60公路的一部份。